# Wilbur Clinton Knight
Wilbur Clinton Knight, née le 13 décembre 1858 et mort le 28 juillet 1903, est un géologue et professeur fondateur de géologie à l'université du Wyoming. Il a également été géologue d'État pour le Wyoming et a produit certaines des premières cartes géologiques de la région. Son fils Samuel Howell Knight est également devenu un géologue de renom. Le genre Knightia est nommé en son honneur.

## Biographie

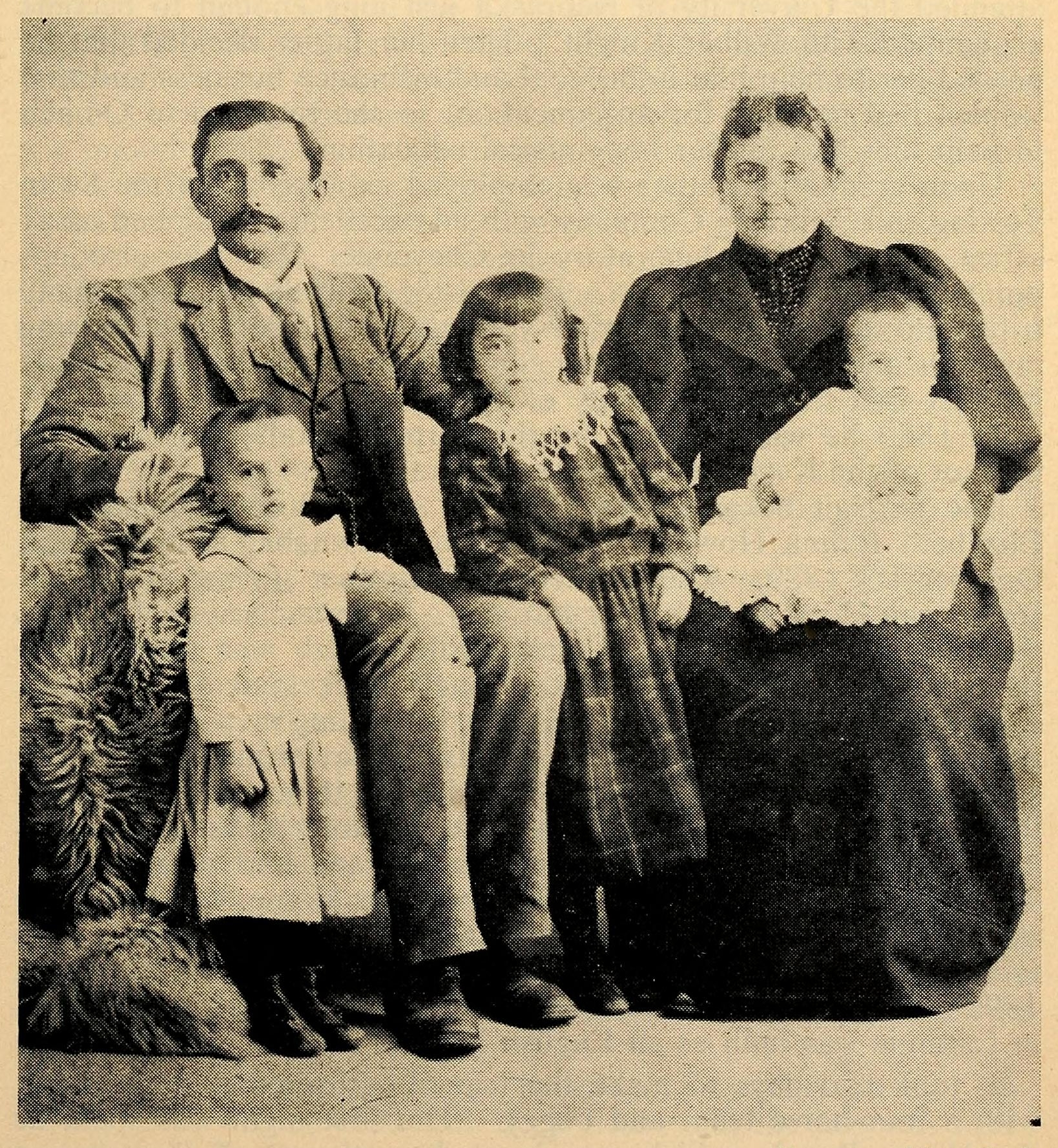
Wilbur et Emma avec les enfants Samuel Howell, Wilburta Anna et Everett Lyell.

Knight est né à Rochelle, Illinois, d'où son père David a déménagé à la ferme de Blue Springs, Nebraska. Il est ensuite allé à l'université du Nebraska, et a obtenu son diplôme en 1886. Il envisage brièvement d'étudier la botanique. Il travaille ensuite comme essayeur à la Swan Testing and Sampling Company à partir de 1887 à Cheyenne, il devient surintendant des mines en 1888 pour le Colorado et le Wyoming. Il a également étudié pour sa maîtrise qu'il a reçue en 1893. Il est devenu géologue d'État du Wyoming en 1898 et a obtenu un doctorat en 1901. Il est devenu président de la géologie et du génie minier à l'Université du Wyoming en 1893 et a participé à la création du département et à l'enseignement de la géologie dans l'État. Il a également fondé le musée géologique pour lequel il a constitué lui-même des collections tout en faisant appel aux services de William Harlow Reed,. En 1900, il produit l'une des premières cartes géologiques du Wyoming. Knight découvre des éléphants fossiles dans le Wyoming en 1903 et a estimé que l'ère Cénozoïque avait duré environ quatre millions d'années. Il a été un pionnier de l'utilisation de la photographie en paléontologie. Il dirigeait souvent des excursions géologiques pour ses élèves ainsi que pour les personnes intéressées. En 1899, il emmena une centaine de collectionneurs de fossiles autour de Como Bluff et du Grand Canyon. Le transport gratuit était assuré par l'Union Pacific Railroad. En 1902, il publie un de ses derniers ouvrages portant sur les oiseaux du Wyoming,.
Knight épouse Elizabeth Emma Howell, une étudiante à l'université du Nebraska, en 1889. Emma Knight a travaillé dans l'éducation et est devenue la première doyenne des femmes à l'université du Wyoming. Ils ont eu trois enfants, dont Samuel Howell Knight a suivi son père en tant que géologue et professeur à l'université du Wyoming. Knight était également doué pour la musique et a joué pour le groupe de l'Université. Il était également associé de l'American Ornithologists' Union.
Knight est décédé d'une péritonite à la suite d'une rupture de l'appendice. Le genre Knightia a été nommé en son honneur, qui a été choisi en 1987 comme fossile de l'État du Wyoming,.

Carte géologique de reconnaissance du Wyoming, 1900